# REV1
REV1‏ (REV1, DNA directed polymerase) هوَ بروتين يُشَفر بواسطة جين REV1 في الإنسان.